# Pyeonghwa Motor Plant
Pyeonghwa Motor Plant ist ein koreanischer Automobilhersteller mit Sitz in Südkorea und Fabrikanlagen in Nordkorea. Es handelt sich um ein Joint Venture zwischen Pyeonghwa Motors aus Seoul, einem Unternehmen der „Federation for World Peace“ im Besitz der Vereinigungskirche sowie des staatlichen nordkoreanischen Ryonbong-Konzerns, das erst 1998 offiziell als Automobilunternehmen gegründet wurde.
Pyeonghwa (평화) bedeutet „Frieden“.

## Beschreibung
Obwohl das Unternehmen anfangs nur auf dem Papier existierte, legte es bereits im ersten Jahr (1994) eine Mittelklasselimousine namens Pyeonghwa 410 auf. Die Fahrzeugteile stammten aus deutscher Mercedes-Benz-Produktion und wurden als CKD-Kits von der chinesischen China FAW Group montiert. Lediglich die wenigsten Einheiten stammten wirklich aus Pyeonghwa-Montage. Im April 2002 wurde dann das Werk nahe der Stadt Namp’o mit staatlicher Unterstützung errichtet, in dem später in Lizenz von Fiat Fahrzeuge gebaut wurden. Zudem wurden Gebrauchsfahrzeuge vom chinesischen Hersteller Liaoning SG Automotive hergestellt. Die Produktion soll zeitweise bei über 10.000 Wagen im Jahr gelegen haben. Aufgrund des für örtliche Verhältnisse hohen Preises (ca. US$ 10.000) waren und sind sie für den Großteil der Einheimischen unerschwinglich. Derzeit (Stand Februar 2017) sollen die Bänder der nordkoreanischen Fabrik leer stehen; die Fahrzeuge sollen aus China kommen.
Pyeonghwa Motors kontrolliert seit 2002 monopolistisch den Autoimport und den Handel mit Gebrauchtwagen in Nordkorea. Der Vertrieb der Fahrzeuge wird durch die Vertriebsorganisation Pyeonghwa Motor Corporation übernommen.
Jährlich könnten bis zu 10.000 Fahrzeuge montiert werden; die Produktion im Pyeonghwa Motor Plant liegt vermutlich seit November 2012 aber still.

## Modellübersicht
| Modell          | Bauzeit       | Status                   | Aufbau                           | Klasse              | Produktionsland |
| 410             | 1994 bis 2002 | nur Import und Umrüstung | Stufenheck                       | Mittelklasse        | D ⇒ KP/PRC      |
| Huiparam        | seit 2002     | Serienproduktion         | Stufenheck                       | Mittelklasse        | KP              |
| Huiparam II     | seit 2005     | Import                   | Stufenheck                       | Mittelklasse        | PRC             |
| Huiparam III    | seit 2011     | Import                   | Stufenheck                       | Mittelklasse        | PRC             |
| Junma           | 2006          | Konzeptfahrzeug          | Stufenheck                       | Mittelklasse        | KP              |
| Paso 990        | seit 2011     | Serienproduktion         | Light Utility Truck mit Pritsche |                     | VNM             |
| Ppeokkugi       | seit 2002     | Serienproduktion         | Hochdachkombi                    | Untere Mittelklasse | KP              |
| Ppeokkugi II    | seit 2004     | Serienproduktion         | Sports Utility Vehicle           | Obere Mittelklasse  | KP              |
| Ppeokkugi III   | seit 2004     | Serienproduktion         | Sports Utility Vehicle Pick-up   | Mittelklasse        | KP              |
| Ppeokkugi 4WD-A | seit 2009     | Serienproduktion         | Sports Utility Vehicle           | Mittelklasse        | KP              |
| Ppeokkugi 4WD-B | seit 2009     | Serienproduktion         | Sports Utility Vehicle           | Mittelklasse        | CZ / ROK        |
| Ppeokkugi 4WD-C | seit 2009     | Serienproduktion         | Sports Utility Vehicle Pick-up   | Mittelklasse        | VNM             |
| Premio DX       | 2004 bis 2009 | Serienproduktion         | Sports Utility Vehicle Pick-up   | Mittelklasse        | VNM             |
| Premio DX II    | seit 2009     | Serienproduktion         | Sports Utility Vehicle Pick-up   | Mittelklasse        | VNM             |
| Premio MAX      | seit 2004     | Serienproduktion         | Sports Utility Vehicle Pick-up   | Mittelklasse        | VNM             |
| Pronto DX       | 2004 bis 2009 | Serienproduktion         | Sports Utility Vehicle           | Mittelklasse        | VNM             |
| Pronto GS       | seit 2009     | Serienproduktion         | Sports Utility Vehicle           | Mittelklasse        | VNM             |
| Samchunri       | seit 2005     | Import                   | Panel Van Van                    | Mittelklasse        | PRC             |
| Zunma           | seit 2008     | Serienproduktion         | Stufenheck                       | Mittelklasse        | KP              |
| Zunma 1606      | seit 2013 (?) | Serienproduktion         | Stufenheck                       | Untere Mittelklasse | KP              |
| Zunma 2008      | seit 2013 (?) | Serienproduktion         | Stufenheck                       | Mittelklasse        | KP              |

## Vertrieb

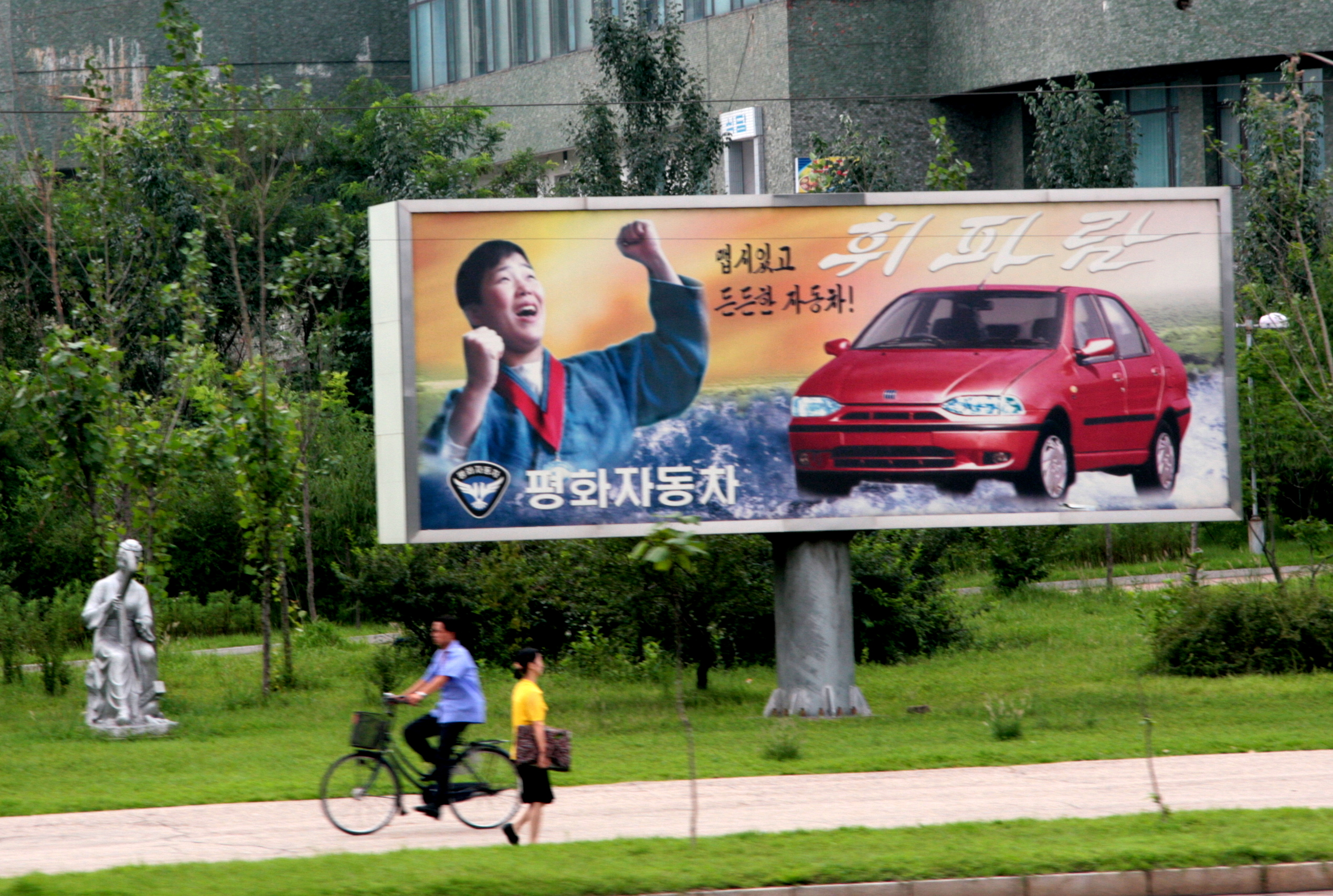
Eines von fünf Werbeplakaten in Pjöngjang, abgebildet ist der Pyeonghwa Huiparam.

- Eines von fünf Werbeplakaten in Pjöngjang, abgebildet ist der Pyeonghwa Huiparam.Nordkorea ⇒ Pyeonghwa Motor Corporation
- Südkorea ⇒ Pyeonghwa Motor Corporation
- Tschechische Republik ⇒ über freie Händler, Umrüstung notwendig
- Vietnam ⇒ Mekong Auto Corporation
- Volksrepublik China ⇒ über freie Händler

Vermutlich seit 2014 befinden sich insgesamt fünf Werbeplakate im Stadtgebiet von Pjöngjang, was in Nordkorea eine Besonderheit darstellt. An der Kwangbok-Straße befindet sich das derzeit einzige bekannte Autohaus von Pyeonghwa.

## Verkaufszahlen in Nordkorea
- 2002: 137 Einheiten
- 2007: 300 Einheiten +
- 2008: 650 Einheiten
- 2009: 1300 Einheiten
- 2011: 1820 Einheiten[3]